# Artemio de Valle Arizpe
Artemio de Valle Arizpe (Saltillo, Coahuila, 25 de enero de 1888 - México, D.F., 15 de noviembre de 1961) fue un escritor, abogado, cronista y diplomático mexicano. En abril de 1933, fue nombrado miembro de la Academia Mexicana de la Lengua, donde ocupó la silla X. Se le considera la figura más representativa de la literatura colonialista. 

## Estudios y primeros años
Su padre, Jesús de Valle, fue gobernador del estado de Coahuila. Realizó sus estudios en el antiguo Colegio de San Juan con los jesuitas. Continuó sus estudios en el Ateneo Fuente. En la Ciudad de México hizo la carrera de abogado, la cual poco ejerció por ocupar cargos diplomáticos.
En 1942, fue nombrado Cronista de la Ciudad de México. Colaboró en el periódico El Universal.

## Diplomático
Fue a partir de 1919 diplomático de México en España, Bélgica y Holanda. Durante su estancia en España formó parte de la Comisión de Investigaciones y Estudios Históricos. Su contacto con el Archivo de Indias le despertó un especial interés por la época colonial en México y se dio a la tarea de rescatar historias de esos tiempos. A la muerte de Luis González Obregón en 1937, fue designado Cronista de la Ciudad de México. El 29 de agosto de 1924 fue nombrado miembro correspondiente de la Academia Mexicana de la Lengua, el 2 de diciembre de 1931 fue nombrado miembro de número reemplazando a Victoriano Salado Álvarez en la silla X.

## Escritor
Casi todas las obras de Valle Arizpe están inspiradas en la época colonial. En 1919 publicó su primera obra de ficción, Ejemplo, una novela histórica ambientada en la Nueva España. Con ella, Valle Arizpe se sumó a la literatura colonialista, una tendencia literaria que tuvo su auge en México entre 1914 y 1926, y que reivindicó el legado artístico, religioso y lingüístico de la época virreinal. A partir de entonces, Valle Arizpe siguió publicando libros de ficción e históricos sobre la colonia con los cuales obtuvo un gran reconocimiento por parte del público. Destacan sus novelas históricas El canillitas (1941) y La güera Rodríguez (1949). 
Sin embargo, Valle Arizpe fue criticado porque sus obras de ficción incurrían en anacronismos y presentaban una visión idealizada de la Nueva España. En su novela Pero Galín (1926) Genaro Estrada parodió los anacronismos de las novelas históricas de los escritores colonialistas, cuyo mayor representante era Valle Arizpe. A pesar de las críticas, Valle Arizpe nunca abandonó su estilo.

## Obras
- La gran cibdad de México Tenustitlan, Perla de la Nueva España, según relatos de antaño y de ogaño (1918) - Antología.
- Ejemplo (1919)
- Vidas milagrosas (1921)
- Doña Leonor de Cáceres y Acevedo y Cosas tenedes (1922)
- La muy noble y leal ciudad de México, según relatos de antaño y hogaño (1924) - Antología.
- Del tiempo pasado (1932)
- Amores y picardías (1932)
- Virreyes y virreinas de la Nueva España (1933)
- Libro de estampas (1934)
- Historias de vivos y muertos. Leyendas, tradiciones y sucedidos del México virreinal (1936)
- El Palacio Nacional de México (1936)
- Tres nichos de un retablo (1936)
- Por la vieja Calzada de Tlacopan (1937)
- Lirios de Flandes (1938)
- Historia de la ciudad de México, según relatos de sus cronistas (1939)
- Cuentos del México antiguo (1939)
- Andanzas de Hernán Cortés y otros excesos (1940)
- El Canillitas (1941)
- Notas de platería  (1941)
- Leyendas mexicanas (1943)
- Cuadros de México (1943)
- Jardinillo seráfico (1944)
- La movible inquietud (1945)
- Amor que cayó en castigo (1945)
- En México y en otros siglos (1948)
- La Lotería en México (1948)
- La Güera Rodríguez (1949)
- Calle vieja y calle nueva  (1949)
- Espejo del tiempo (1951)
- Lejanías entre brumas (1951)
- Sala de tapices (1951)
- Fray Servando (1951)
- Coro de sombras (1951)
- Inquisición y crímenes (1952)
- Piedras viejas bajo el sol (1952)
- Juego de cartas (1953)
- Personajes de historia y leyenda (1953)
- De la Nueva España (1954)
- Papeles amarillentos (1954)
- Horizontes iluminados (1954)
- Engañar con la verdad (1955)
- Deleite para indiscretos (1955)
- Cuando había virreyes (1956)
- Gregorio López, hijo de Felipe II (1957)
- De otra edad que es esta edad (1957)
- Cosas que fueron así (1957)
- Historia, tradiciones y leyendas de las calles de México (1957)
- Santiago (1959)
- Memorias (1960)